# Hakama

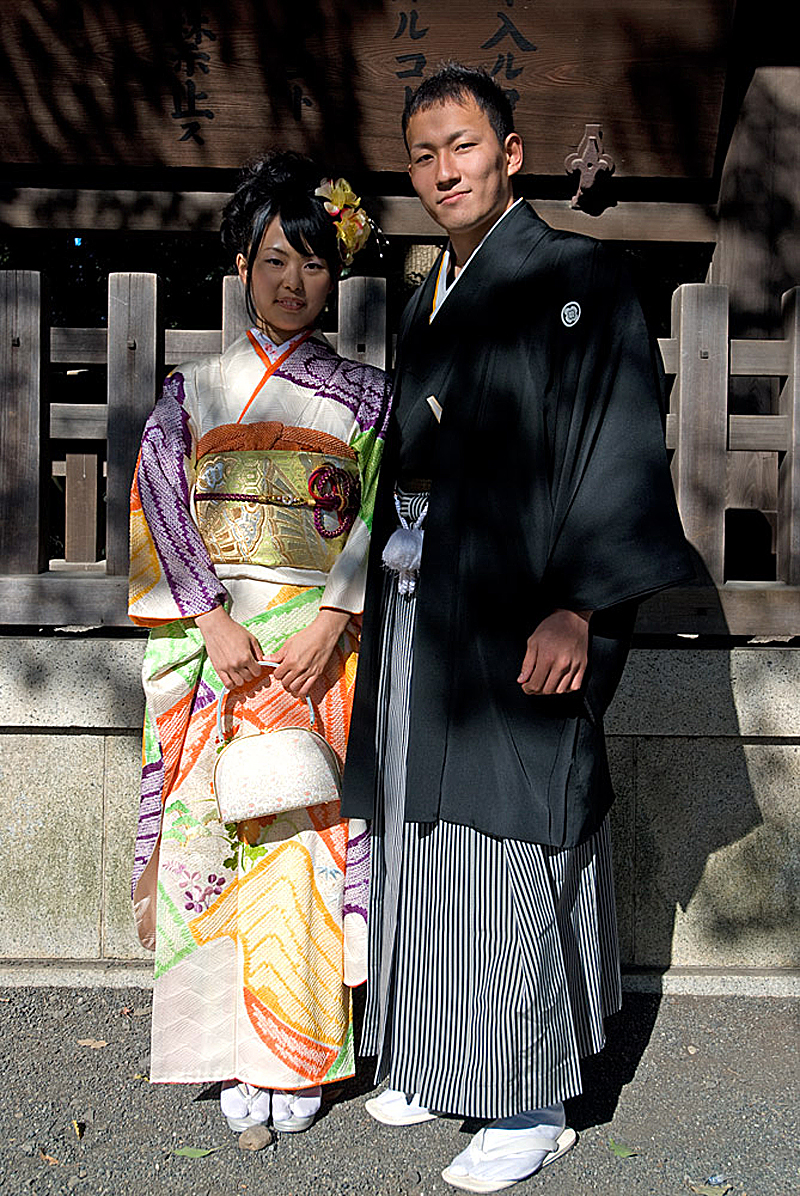
Mann mit Hakama

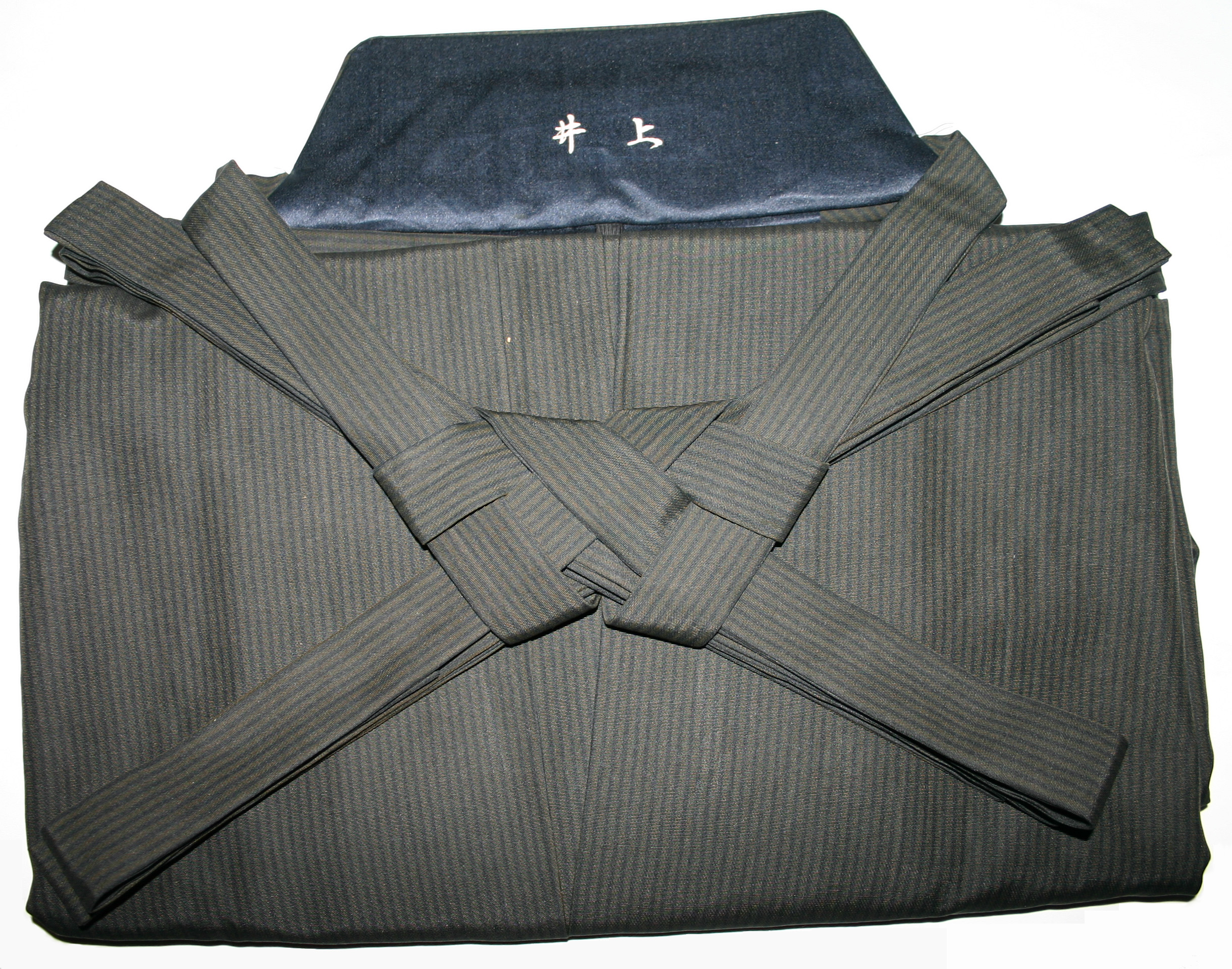
Ein zusammengefalteter Hakama

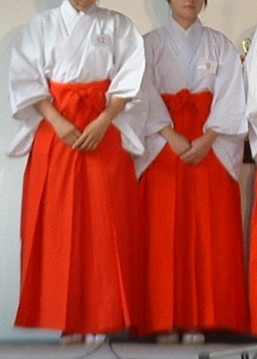
Scharlachroter Hakama einer Miko (Angestellten eines Shintō-Schreins)

Der Hakama (jap. 袴) ist eine Art plissierter Hosenrock mit weitgeschnittenen Beinen, der den Körper etwa von der Taille an abwärts bedeckt. Er ist Teil der traditionellen japanischen Oberbekleidung.

## Aussehen
Der Hakama besteht aus einer Vorder- und einer Rückseite. In diese wird der Hakama durch jeweils einen spitz zulaufenden Ausschnitt (脇明き, waki-aki) an den Seiten geteilt. Sowohl vorn als auch hinten verfügt ein Hakama über senkrechte Falten (襞, hida bzw. 襞目, hidame). Er wird mit langen Bändern (袴帯, hakama-obi, oder auch 紐, himo) an der Hüfte festgebunden. Der am unteren Rücken anliegende, trapezförmige Teil (腰板, koshi-ita) ist besonders verstärkt.
Grundsätzlich werden zwei Arten von Hakama unterschieden: Entweder ist ein Hakama ein langer Rock oder er hat im unteren Teil zwei röhrenförmige „Hosenbeine“ (Zwickel, japanisch 襠, machi). Dieser zweite Typ umanori-bakama (馬乗袴, dt. „Reithakama“) bzw. machidaka-bakama (襠高袴, dt. „Hochzwickelhakama“) wurde ursprünglich für berittene Samurai entwickelt und stellt heutzutage die verbreitetere Variante dar.
Die „Hosenbeine“ können dabei sehr schmal sein, wie z. B. beim yama-bakama (山袴, dt. „Berghakama“), oder aber außerordentlich lose und weit, wie beim machidaka-bakama. Es gibt auch Hakama, die wie z. B. der andon-bakama (行灯袴, dt. „Lampenhakama“) keine separaten „Hosenbeine“ haben, sondern wie ein Rock geformt sind.
Hakama sind in verschiedenen Farben erhältlich: Indigoblau, schwarz, grau (auch mit feinen Streifen) und weiß. In den Kampfkünsten wird weiß vor allem vom Sensei oder auch von Frauen getragen; die übrigen Hakamaträger tragen das typisch japanische Indigoblau; schwarz stellt lediglich eine Variante dazu dar. Der graue oder gestreifte Hakama wird fast nur bei zeremoniellen Anlässen (Hochzeit, Teezeremonie usw.) und der scharlachrote von einer Miko getragen.

## Etymologie
Das Wort hakama findet sich bereits in den beiden ersten japanischen Reichschroniken aus dem 8. Jahrhundert, dem Kojiki und dem Nihongi, wieder. Über die Etymologie des Begriffs gibt es eine Reihe unterschiedlicher Theorien. In der Schreibweise 帯裳 (Lesung: hakimo), die aus den beiden Zeichen „Gürtel, sich gürten“ und „Kleid, Rock“ besteht, bezeichnet der Begriff ein Kleidungsstück, das von der Hüfte an abwärts getragen und durch Bänder an der Hüfte befestigt wird. Die heute geläufigste Interpretation ist jedoch, dass die ursprüngliche Bedeutung des Wortes durch die Schreibweise 穿裳 (Lesung: hakimo) ausgedrückt wird. Dem Schriftzeichen „Kleid, Rock“ steht hier ein Zeichen voran, dessen Bedeutung als Verbum das Anziehen von Schuhen oder Beinkleidung ausdrückt. Die heute übliche Schreibweise für Hakama ist 袴.

## Geschichte
Heute gilt eine tachiage genannte Version des yama-bakama aus der Präfektur Miyazaki auf Kyūshū als die urtümlichste Hakama-Form. Sie besteht aus zwei separaten Beinlingen, die mit Bändern befestigt werden.
Als in Japan während der Nara-Zeit (710–784) die chinesische Kultur der Tang-Dynastie (618–906) zum großen Vorbild avancierte, wurde unter anderem eine Art weißer Hakama zum vorgeschriebenen, festen Bestandteil der Zeremonial-, Hof- und Amtskleidung. Auch zum Reiten und Tanzen wurde er verwendet.
Mit dem Beginn einer kulturellen Blüte seit der Heian-Zeit (794–1185) wurde der Hakama immer mehr zu einem wichtigen Bestandteil der männlichen Bekleidung. Der Kleidungsstil wurde insgesamt differenzierter und es entwickelten sich detaillierte Vorstellungen darüber, welche Art von Hakama zu welcher Bekleidungsform zu tragen sei. Als seit der Mitte des 16. Jahrhunderts der Vorläufer des heutigen Kimono, das sog. kosode zur üblichen Bekleidung wurde, kam es auch beim Männer-Hakama zu bedeutenden Entwicklungen. So entwickelten sich z. B. das „Hüftbrettchen“ (koshi-ita), die spezielle Form der Falten und die Weite des Saumes. Auch Form, Material, Funktion und die Art und Weise den Hakama anzuziehen, unterlag in der Folgezeit vielfältigen Veränderungen.
Während der Edo-Zeit wurde der Hakama als Beinschutz berittener Samurai gegen Sträucher und Gestrüpp verwendet. Bis zum Zweiten Weltkrieg war es durchaus normal, in der Öffentlichkeit Männern in Hakama und Haori zu begegnen. Danach wählten immer mehr Japaner westliche Kleidung für den Alltag. Heutzutage wird das Hakama fast ausschließlich als formale Bekleidung bei Zeremonien und Schreinbesuchen, beim traditionellen japanischen Tanz und von Künstlern (überwiegend ohne Beinteilung) sowie in verschiedenen Kampfkünsten und der japanischen Teezeremonie (mit Beinteilung) getragen.

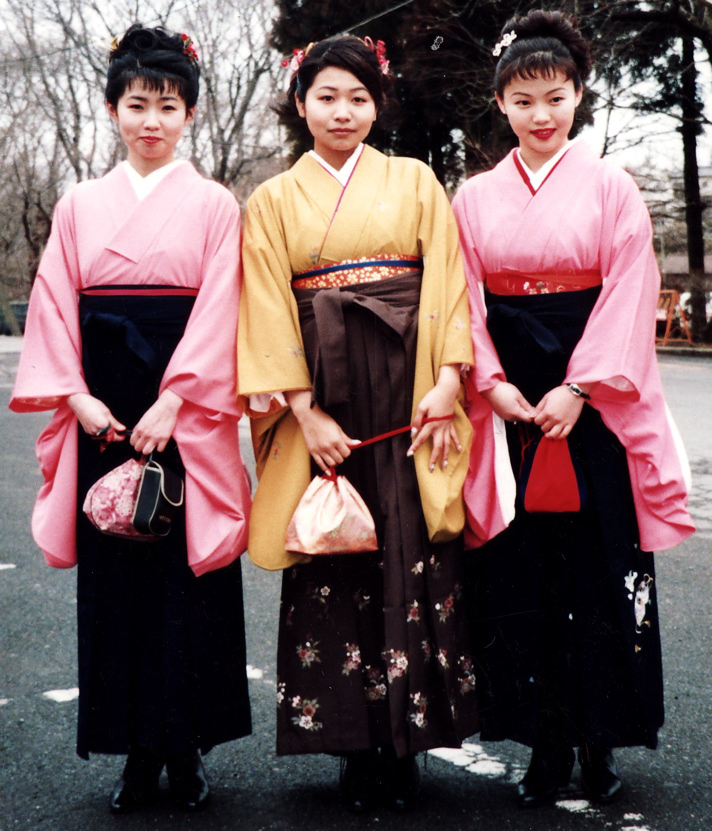
Frauen bei einer Abschlusszeremonie im Furisode-Kimono und Hakama

Der Hakama war jedoch nicht nur ein Kleidungsstück für Männer. Schon in der Heian-Zeit trugen Hofdamen zu ihrem aus vielen Schichten bestehenden Gewand (jūnihitoe) einen üblicherweise roten Hakama. Später spielte dieses Kleidungsstück allerdings kaum noch eine Rolle innerhalb der weiblichen Mode und tauchte erst mit dem Beginn der Moderne wieder auf. Mit der Einführung eines modernen Erziehungs- und Schulsystems, in dem nun auch Mädchen und Frauen berücksichtigt wurden, spielte der Hakama als Bestandteil der Schuluniform während der Meiji- und der sich anschließenden Taishō-Zeit (1868–1912) eine wichtige Rolle. Die Schulhakamas waren typischerweise rotbraun, grün oder violett und ohne Zwickel als andon-bakama, also wie ein Rock gearbeitet. Mit der schnellen Verbreitung westlicher Mode in Japan verschwand der Hakama jedoch relativ schnell aus dem Straßenbild. Als formelle Kleidung spielt der Hakama bei Frauen heute u. a. noch eine Rolle bei Abschlusszeremonien der Universitäten, wo nach wie vor viele Absolventinnen in Furisode-Kimono Hakama erscheinen.
Bei Hochzeiten und anderen formellen Anlässen, bei denen heute noch japanische Kleidung getragen wird, erscheinen Männer für gewöhnlich in Kimono, Hakama und Haori (eine Überjacke) und Frauen im beinlangen Kimono.

## Budō

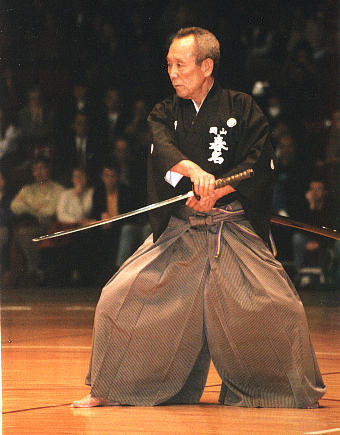
Iaidōka im Hakama

Im Budō (Kendō, Aikidō, Iaidō u. a.) und verwandten Bewegungsformen wie Kinomichi werden Hakama aus Baumwolle oder Synthetikgewebe (Dacron) getragen; Baumwolle ist robuster, aber knittert leichter. Die dazugehörige Bekleidung wird Keikogi genannt.
Das Kleidungsstück soll dabei einerseits durch seine feste Umwicklung der Körpermitte die Haltung verbessern. Die insgesamt sieben Falten des im Budō üblichen Hakama – fünf vorn, zwei hinten – sollen angeblich mit den sieben Tugenden der Samurai assoziiert werden:
- Jin (仁) – Güte
- Gi (義) – Gerechtigkeit/die rechte Entscheidung
- Rei (礼) – Höflichkeit/Etikette
- Chi (智) – Weisheit/Intelligenz
- Shin (信) – Aufrichtigkeit
- Chūgi (忠義) – Loyalität
- Meiyo (名誉) – Ehre/Respekt

Dies wird allerdings auch als Erfindung der Neuzeit angesehen. Die Falten in Hakamas wurden vermutlich während der Edo- oder Meiji-Zeit für militärische Zwecke entwickelt und waren oft mit rechts vier, links drei Falten versehen. Dies sollte dazu dienen, dass das rechte Bein durch die zusätzliche Stofffalte einen etwas größeren Bewegungsspielraum erhält, was beim Aufstehen aus der Seiza-Position (auf den Knien) und dem Schwertziehen im Notfall einen leichten, aber lebenswichtigen Vorteil verschafft.